# Morgenrot
Pour plus de détails, voir Fiche technique et Distribution.
Morgenrot (titre français : L'Aube) est un film allemand réalisé par Gustav Ucicky, sorti en 1933.
Sorti quelques jours après l'arrivée des nazis au pouvoir, cette adaptation aux valeurs patriotiques de Kriegstagebuch U 202, un récit d'Edgar von Spiegel von und zu Peckelsheim (de), est soutenue par le nouveau régime.

## Synopsis
L'équipage d'un sous-marin allemand sous le commandement du capitaine-lieutenant Liers est de nouveau en mer pendant la Première Guerre mondiale. Les hommes ont eu du mal à dire au revoir à leurs compagnes ; le devoir les appelle. La mère de Liers a déjà perdu deux fils dans la guerre et redoute sa disparition.
La patrouille dans sa mission, a coulé un croiseur anglais. Le sous-marin observe un Q-ship, ce qui attire l'attention d'un destroyer. Le destroyer atteint le sous-marin qui coule.
À 60 mètres de profondeur, Liers et neuf membres d'équipage sont survivants. Comme le gaillard est inondé, le sous-marin ne peut pas refaire surface. Il y a seulement huit gilets d'évacuation, deux hommes devraient rester dans le sous-marin. L'équipage décide de mourir ensemble plutôt que d'abandonner marins. Puis le premier officier Fredericks et le matelot Petermann acceptent de se sacrifier. Les autres s'en vont. Ils survivent et font connaître le sacrifice de leurs camarades.

## Fiche technique
- Titre : Morgenrot
- Réalisation : Gustav Ucicky
- Scénario : Gerhard Menzel
- Musique : Herbert Windt
- Direction artistique : Robert Herlth, Walter Röhrig
- Costumes : Fritz Schilling
- Photographie : Carl Hoffmann
- Son : Hermann Fritzsching
- Montage : Eduard von Borsody
- Production : Günther Stapenhorst
- Sociétés de production : UFA
- Société de distribution : UFA
- Pays d'origine :  Reich allemand
- Langue : allemand
- Format : Noir et blanc - 1,37:1 - Mono - 35 mm
- Genre : Drame
- Durée : 85 minutes
- Dates de sortie :
  - Troisième Reich : 2 février 1933.
  - France : 23 janvier 1935[1].

## Distribution
- Rudolf Forster : Le capitaine-lieutenant Liers
- Gerhard Bienert : Le timonier Böhm
- Fritz Genschow : L'oberleutnant Fredericks ("Fips")
- Friedrich Gnaß : Le matelot aux torpilles Juraczik
- Franz Nicklisch (de) : Le matelot Petermann
- Paul Westermeier : L'oreille d'or Jaul
- Eduard von Winterstein : Le Hauptmann Kolch
- Walter Kuhle : Kassecker
- Adele Sandrock : La mère de Liers
- Camilla Spira : Grete Jaul
- Else Knott (de) : Helga, la fille du bourgmestre
- Hans Leibelt : Le bourgmestre
- Charles Bush : Le commandant britannique
- Frank Perfitt (en), William Cavanagh, G. W. Stroud et A. A. F. Trebes : l'équipage britannique

## Histoire
La réalisation a lieu en octobre et novembre 1932 à Kiel, dans le port d'Helsinki et au large de la mer du Nord à bord d'un sous-marin finlandais. Des plans sont faits dans les studios de Neubabelsberg.
Après une première le 31 janvier 1933 à Essen, le film est diffusé le 2 février au Ufa-Palast am Zoo à Adolf Hitler et aux membres de son cabinet.
Après la Seconde Guerre mondiale, le film, bien qu'il ne soit pas un film de propagande nazie, est interdit de diffusion par les Alliés.

## Source de la traduction
- (de) Cet article est partiellement ou en totalité issu de l’article de Wikipédia en allemand intitulé « Morgenrot (Film) » (voir la liste des auteurs).